# Мванамвамбва, Нгози
Нгози Мванамвамбва (в замужестве — Асинга; англ. Ngozi Mwanamwambwa (Asinga); род. 25 февраля 1971) — замбийская легкоатлетка, выступавшая в беге на короткие и средние дистанции. Участница летних Олимпийских игр 1992 и 1996 годов.

## Биография
Нгози Мванамвамбва родилась 25 февраля 1971 года.
Окончила колледж Принсипия в американской деревне Элса в штате Иллинойс.
В 1992 году стала чемпионкой Замбии в беге на 200 метров.
В том же году вошла в состав сборной Замбии на летних Олимпийских играх в Барселоне. В беге на 100 метров заняла в 1/8 финала 7-е место, показав результат 12,13 секунды и уступив 0,4 секунды попавшей в четвертьфинал с 4-го места Андреа Филипп из Германии. В беге на 200 метров заняла в 1/8 финала 6-е место с результатом 24,59, уступив 0,5 секунды попавшей в четвертьфинал с 4-го места Хизер Сэмюэл из Антигуа и Барбуды. В беге на 400 метров заняла в 1/8 финала 6-е место с результатом 54,88, уступив 0,01 секунды попавшей в четвертьфинал с 5-го места Юдит Форгач из Венгрии. Была знаменосцем сборной Замбии на церемонии открытия Олимпиады.
В 1995 году участвовала в чемпионате мира в Гётеборге, где в беге на 400 метров установила рекорд Замбии (53,92), но выбыла в квалификации.
В 1996 году вошла в состав сборной Замбии на летних Олимпийских играх в Атланте. В беге на 400 метров заняла в 1/8 финала 5-е место с результатом 54,12, уступив 0,13 секунды попавшей в четвертьфинал с 4-го места Ладонне Антуан из Канады.

## Личные рекорды
- Бег на 100 метров — 12,08 (1993)[3]
- Бег на 200 метров — 24,10 (1996)[3]
- Бег на 400 метров — 53,09 (1995)[3]

## Семья
Муж — Томми Асинга (род. 1968), суринамский легкоатлет. Участник летних Олимпийских игр 1988, 1992 и 1996 годов.